# Lernendes System
Ein lernendes System ist ein System, welches sich auf Einflüsse der Außenwelt einstellen kann und sich anpasst. Ein System ist dabei die Gesamtheit von einzelnen Elementen, die aufeinander bezogen sind und miteinander wechselwirken.

## Systemarten
geschlossenes System
Ein geschlossenes System nimmt keine Eindrücke von außen auf und ist daher weder änderbar noch anpassungsfähig.
offenes System
Ein offenes System besitzt Schnittstellen zu seiner Umgebung und interagiert mit dieser.
lernendes System
Ein lernendes System ist ein offenes System, das seine Eigenschaften aufgrund seiner Interaktion mit der Außenwelt selbstständig modifizieren kann.

## Beispiele
- Haushaltsgeräte

Heutige Haushaltsgeräte sind geschlossene Systeme, denn sie stehen in keiner Beziehung mit ihrer Umwelt.
- Organismen

Organismen bilden offene Systeme, da sie über Schnittstellen mit der Umwelt verfügen (z. B. Nahrungs- oder Informationsaufnahme).
- Höhere Lebewesen

Höhere Lebewesen sind offene, lernende Systeme, da sie aufgrund der aufgenommenen Information ihre Eigenschaften modifizieren können.